# Amphicallia pardalina
Amphicallia pardalina är en fjärilsart som beskrevs av Herrich-Schäffer 1854. Amphicallia pardalina ingår i släktet Amphicallia och familjen björnspinnare. Inga underarter finns listade i Catalogue of Life.